# Fundação Renova
A Fundação Renova é uma organização não governamental privada e sem fins lucrativos. Foi constituída em 2 de março de 2016, por um Termo de Transação e de Ajustamento de Conduta (TTAC), e iniciou suas operações em 2 de agosto do mesmo ano.  Ela tem o dever de reparar os danos causados pelo rompimento da barragem de Fundão, ocorrido em novembro de 2015 nas instalações da mineradora Samarco localizadas em Bento Rodrigues, distrito de Mariana, na região do quadrilátero ferrífero de Minas Gerais.
A instituição foi criada para conduzir a reparação e compensação dos danos causados pelo desastre. É responsabilidade da fundação conduzir o cadastro dos atingidos, manejo do rejeito depositado ao longo da Bacia do Rio Doce, a reconstrução das vilas, indenizações, além de restauração florestal, recuperação de nascentes e saneamento para os municípios ao longo do rio Doce, entre outros. Ao todo, o TTAC estipulou 42 programas, ou conjunto de ações, que devem ser cumpridos pela Renova.

## Histórico
O TTAC que criou a Renova foi assinado pela Samarco e suas controladoras Vale e BHP Billiton, com os governos federal e dos estados de Minas Gerais e do Espírito Santo, o Ibama, o Instituto Chico Mendes, a Agência Nacional de Águas, o Instituto Estadual de Florestas, a Funai, as Secretarias de Meio Ambiente, o Instituto Mineiro de Gestão das Águas (IGAM), a Fundação Estadual de Meio Ambiente (FEAM), o Instituto Estadual de Meio Ambiente e Recursos Hídricos (IEMA), o Instituto de Defesa Agropecuária e Florestal do Espírito Santo (IDAF) e a Agência Estadual de Recursos Hídricos (AGERH). O presidente da entidade é o administrador de empresas Camilo Farace.
A Renova é responsável pela reconstrução das comunidades atingidas pelo desastre. Em 2017 o Ministério Público do Estado de Minas Gerais e a Comissão de Atingidos da Barragem de Fundão criticaram a escolha dos locais para a reconstrução por se tratarem de áreas de risco. A Renova respondeu que a escolha das áreas e os projetos urbanísticos foram aprovados pela maioria da população.
Em março de 2018, os Ministério Público Federal, Ministério Público do Trabalho, Ministérios Públicos dos Estados de Minas Gerais e do Espírito Santo,Defensoria Pública da União, além das Defensorias Públicas de Minas Gerais e do Espírito Santo emitiram uma recomendação para a fundação reveja a forma de atuação junto às comunidades impactadas.  Em junho de 2018, foi assinado o TAC (Termo de Ajustamento de Conduta) Governança, que incorpora a participação dos atingidos nos processos de tomada de decisão. O TAC Governança estabelece a criação de câmaras regionais e comissões locais que representarão as comunidades atingidas. Representantes dessas câmaras e comissões deverão integrar o Comitê Interfederativo, o Conselho Curador e o Conselho Consultivo da Fundação Renova. 
No dia 2 de outubro de 2018, o Ministério Público de Minas Gerais (MPMG) celebrou um acordo com as empresas Samarco, Vale e BHP para indenização das vítimas do rompimento da Barragem de Fundão. O acordo, celebrado com auxílio dos representantes dos atingidos e assistência técnica coordenada pela Cáritas e pela Defensoria Pública de Minas Gerais, prevê a reparação integral dos direitos dos atingidos de Mariana, entre eles danos morais e materiais. Para levantamento dos danos das vítimas, serão considerados os dados coletados no cadastro dos atingidos.

## Atividades

### Reassentamentos

#### Bento Rodrigues
O projeto urbanístico para a construção de Bento Rodrigues foi aprovado pelas famílias de Bento Rodrigues em assembleia geral no dia 8 de fevereiro de 2017. O terreno da Lavoura foi escolhido pela comunidade em maio de 2016. Com 384 hectares, o terreno, fica a oito quilômetros do subdistrito destruído pela lama. O projeto urbanístico foi pré-aprovado em janeiro de 2017, mas foi necessária a realização de ajustes, considerados nas duas propostas apresentadas à comunidade durante as oficinas. No dia 4 de novembro de 2017, a Comissão de Atingidos da Barragem de Fundão e promotores do Ministério Público de Minas Gerais criticaram o projeto de reassentamento feito pela Fundação Renova alegando que a proposta previa a reconstrução dos imóveis em área de risco. Na época, a Fundação Renova informou que nos distritos de Bento Rodrigues e Paracatu de Baixo, em Mariana, e Gesteira, em Barra Longa, os terrenos e projetos urbanísticos foram apresentados às populações e aprovados pela maioria. 
No dia 27 de abril de 2018, a Superintendência de Projetos Prioritários da Secretaria de Estado de Meio Ambiente e Desenvolvimento Sustentável de Minas Gerais (Semad) concedeu liberação para que a Fundação Renova instalasse o canteiro de obras no terreno de Lavoura. As obras de construção do novo distrito começaram oficialmente no dia 1º de agosto de 2018, após a  Secretaria Municipal de Obras da Prefeitura de Mariana emitir o alvará de liberação.
Segundo a Fundação Renova, as obras devem durar aproximadamente 22 meses e a entrega está prevista para agosto de 2020. O cronograma de reconstrução divulgado pela Fundação Renova em 2016 previa o início da entrega dos novos distritos em 2019. Em novembro de 2018, o promotor do Ministério Público de Minas Gerais (MPMG), Guilherme Meneghin, afirmou que há um processo na Justiça para cobrar a aplicação de uma multa em benefício das vítimas por conta dos atrasos.

#### Paracatu de Baixo
No dia 13 de setembro de 2018, as famílias de Paracatu de Baixo aprovaram o projeto conceitual urbanístico para a construção do reassentamento do subdistrito. No dia 22 de novembro do mesmo ano, a Prefeitura de Mariana, por meio das secretarias municipais de Obras e Gestão Urbana e Meio Ambiente e Desenvolvimento Sustentável, concedeu licença para implantação do canteiro de obras na área conhecida como Lucila, terreno escolhido pela comunidade para abrigar o novo subdistrito. A escolha pelo terreno “Lucila” partiu da comunidade. A área tem 392 hectares e a construção vai ocupar 93 hectares.
A Fundação Renova anunciou, no dia 16 de janeiro de 2019,  o início da terraplanagem para instalação dos escritórios, sanitários, refeitórios e ambulatório do canteiro de obras para reconstrução de Paracatu de Baixo.

#### Gesteira
No dia 07 de dezembro de 2018, a Fundação Renova assinou o contrato de compra do terreno que receberá o reassentamento de Gesteira.  A área adquirida tem 40,41 hectares, está localizada a dois quilômetros do antigo distrito e foi escolhida pela comunidade a partir de critérios de votação definidos pelos moradores e representantes do Ministério Público Federal.

### Programa de Indenização Mediada (PIM)
Em 2016, a Fundação Renova iniciou o Programa de Indenização Mediada (PIM), em Governador Valadares (MG). e em Colatina (ES) O objetivo é ressarcir os impactados pelos danos provocados pelo rompimento. O PIM é aberto a pessoas, famílias, micro e pequenas empresas que tenham sofrido perdas materiais ou em atividades econômicas. Neste primeiro momento, o programa atenderá exclusivamente aqueles que foram afetados pela interrupção do fornecimento e distribuição de água potável devido ao rompimento da barragem de Fundão. 

### Recuperação de propriedades rurais
Desde dezembro de 2016, cerca de 300 propriedades rurais atingidas pelo rompimento da barragem de Fundão estão sendo assistidas pela Empresa de Assistência Técnica e Extensão Rural do Estado de Minas Gerais (Emater-MG), por meio de contrato firmado com a Fundação Renova, no valor de 806 mil reais. O contrato prevê um diagnóstico das cerca de 300 propriedades atingidas, além de um plano de adequação socioeconômica e ambiental das propriedades.

### Recuperação de nascentes
Em parceria com o Instituto Terra, desde de novembro de 2016, a Fundação Renova tem trabalhado na revitalização do Rio Doce, por meio da proteção e da recuperação de nascentes. Ao todo, 511 nascentes, em Minas Gerais e no Espírito Santo, estão em processo de recuperação. A expectativa da Renova é recuperar cinco mil nascentes ao longo de 10 anos.[carece de fontes?]

## Críticas

### Críticas quanto às indenizações
Em abril de 2018 sete entidades denunciaram formalmente a Renova por violar direitos humanos das comunidades atingidas pela barragem de Fundão. Uma das acusações, feitas em uma denúncia conjunta pelos Ministérios Públicos Federal, do Trabalho, de Minas Gerais e do Espírito Santo, Defensorias Públicas da União e dos estados de Minas Gerais e Espírito Santo, foi que a Renova dificulta o acesso às indenizações e aos auxílios emergenciais para as pessoas que tiveram as atividades econômicas inviabilizadas. 
A Fundação foi denunciada também por oferecer indenizações que não cobriam os danos que os atingidos sofreram. Outra possível irregularidade seria a falta de diálogo da Renova com as vítimas, que não teriam espaço para questionar as políticas indenizatórias da Fundação. A Renova respondeu que foi notificada dois dias antes e que alguns aspectos da denúncia já estariam resolvidos e que disponibilizaria mais informações sobre o andamento das atividades. Um prazo de 20 dias foi dado para uma resposta formal da Fundação ao documento. As entidades deram um ultimato à Renova, informando que caso não ocorressem alterações nas atividades da Fundação elas judicializariam a denúncia.
Em resposta, após um processo de negociação, liderado pela força-tarefa do Ministério Público e os órgãos da governança da Fundação Renova, foi assinado o TAC Governança para ampliar a participação das comunidades atingidas nas definições das medidas adotadas para reparar os danos. 
O TAC Governança estabelece a criação de câmaras regionais e comissões locais que representarão as comunidades atingidas. Representantes dessas câmaras e comissões deverão integrar o Comitê Interfederativo, o Conselho Curador e o Conselho Consultivo da Fundação Renova. Em outubro de 2018, o Ministério Público de Minas Gerais (MPMG) celebrou um acordo com as empresas Samarco, Vale e BHP para indenização das vítimas do rompimento da Barragem de Fundão. O acordo, celebrado com auxílio dos representantes dos atingidos e assistência técnica coordenada pela Cáritas e pela Defensoria Pública de Minas Gerais, prevê a reparação integral dos direitos dos atingidos de Mariana, entre eles danos morais e materiais considerando os dados coletados no cadastro dos atingidos para o levantamento das perdas.

### Críticas quanto à autonomia da Fundação
Segundo uma matéria publicada pela Agência Pública, cerca de 20% do quadro de pessoal da Fundação Renova é formado por ex-servidores das empresas mantenedoras - Vale, Samarco e BHP. Além disso, embora se apresente como "dotada de autonomia administrativa, patrimonial, financeira e operacional", dados extraídos da  prestação de contas de 2016 e 2017 da entidade mostraram que a Samarco era responsável pelos serviços financeiros, de tecnologia da informação, compras e pelo departamento pessoal da Renova no período.  
Na ocasião, a Renova justificou que durante os anos de 2016 e 2017  “a Fundação Renova estava estruturando suas áreas e seu quadro de funcionários”. “Por isso, fez-se necessário manter a dedicação compartilhada da Samarco”, informou, acrescentando que “atualmente, estas áreas não são mais compartilhadas”. A organização negou, também, que havia conflito de interesse na contratação de funcionários das empresas mantenedoras: “A Renova esclarece que não há conflito de interesse e que a seleção dos empregados segue uma rigorosa análise, tendo como base a política interna de recrutamento”.

### Críticas quanto à definição de "atingidos"
Apenas os moradores das casas atingidas diretamente são considerados atingidos. São ignorados aqueles que tiveram traumas emocionais, por serem vizinhos à inundação que arrastou casas e carros, e também aqueles afetados pela toxicidade da lama, das águas e da poeira em suspensão.
Em resposta às críticas, a Fundação Renova emitiu nota para o site G1 dizendo que  “A Renova assegura que todas as análises de elegibilidade dos programas de Indenização Mediada (PIM) e Auxílio Financeiro Emergencial (AFE) são realizadas com base nos requisitos do programa, estabelecidos pelo TTAC e amplamente divulgados. No total, 281 cartões de auxílio financeiro emergencial são pagos em Barra Longa.” Sobre as críticas relacionadas à tratamentos de saúde, a entidade informou na mesma reportagem que está produzindo uma pesquisa de avaliação de risco à saúde. “O objetivo da pesquisa é dimensionar os riscos à saúde humana pela exposição a elementos químicos existentes no meio ambiente, ao longo de toda a área atingida pelo rompimento da barragem (...)Tendo sido identificados impactos relacionados ao desastre à saúde da população atingida, o estudo indicará as ações mitigadoras necessárias para garantir a saúde dos atingidos, a serem executadas pela fundação”.

### Críticas quanto ao valor gasto em publicidade
A Renova gastou mais em "Comunicação e Diálogo" que com a reconstrução dos distritos atingidos e a assistência a povos indígenas e comunidades tradicionais. A pasta possui o terceiro maior orçamento entre os 20 programas da Fundação.
Em resposta, a Fundação Renova afirmou que a rubrica contábil “Comunicação e Diálogo” corresponde ao programa Comunicação, Participação, Diálogo e Controle Social, “que permeia todos os outros programas do acordo”, previsto no TTAC. A entidade afirmou ainda que acolhe a crítica da comunidade sobre a dificuldade de obter informações e que vem trabalhando ativamente para melhorar sua atuação. A organização declarou que o programa não tem objetivo publicitário e que não investe em ações de marketing – disse não possuir essa área ou profissionais com essa atribuição. “Todas as ações conduzidas pela fundação, no âmbito deste programa, buscam atender às determinações do TTAC”, informou. “A comparação das despesas com os diferentes programas em 2017 não reflete a tendência da evolução dos gastos das diferentes ações de reparação”, acrescentou a instituição.